# Station Inverkeithing
Inverkeithing is een spoorwegstation van National Rail in Fife in Schotland. Het station is eigendom van Network Rail en wordt beheerd door ScotRail. 